# Mercedes F1 Team
Mercedes-AMG PETRONAS F1 Team és una escuderia de Fórmula 1, propietat de Mercedes, que comprà el 75,1% de l'equip Brawn GP el novembre de 2009, conservant Ross Brawn com a director.
Els actuals pilots de l'escuderia són Lewis Hamilton (44) i George Russell (63).

## Patrocinadors
En desembre de 2009 s'anuncia un acord amb l'empresa petroliera Petronas per convertir-se amb el principal patrocinador de l'equip. L'empresa ja portava vinculada a la Formula 1 des de 1994 amb l'equip Sauber i posteriorment BMW Sauber.

## Història

### 1955 - 2009
Mercedes va disposar d'equip propi a la Formula 1 en les temporades 1954 i 1955 proclamant-se en les dues ocasions campions del campionat de pilots amb Juan Manuel Fangio.
Mercedes va tornar a la Fórmula 1 l'any 1993 proporcionant motors a Sauber i a partir de 1995 també com accionista al comprar el 40% de McLaren, participació que va vendre el 2011.

### 2010

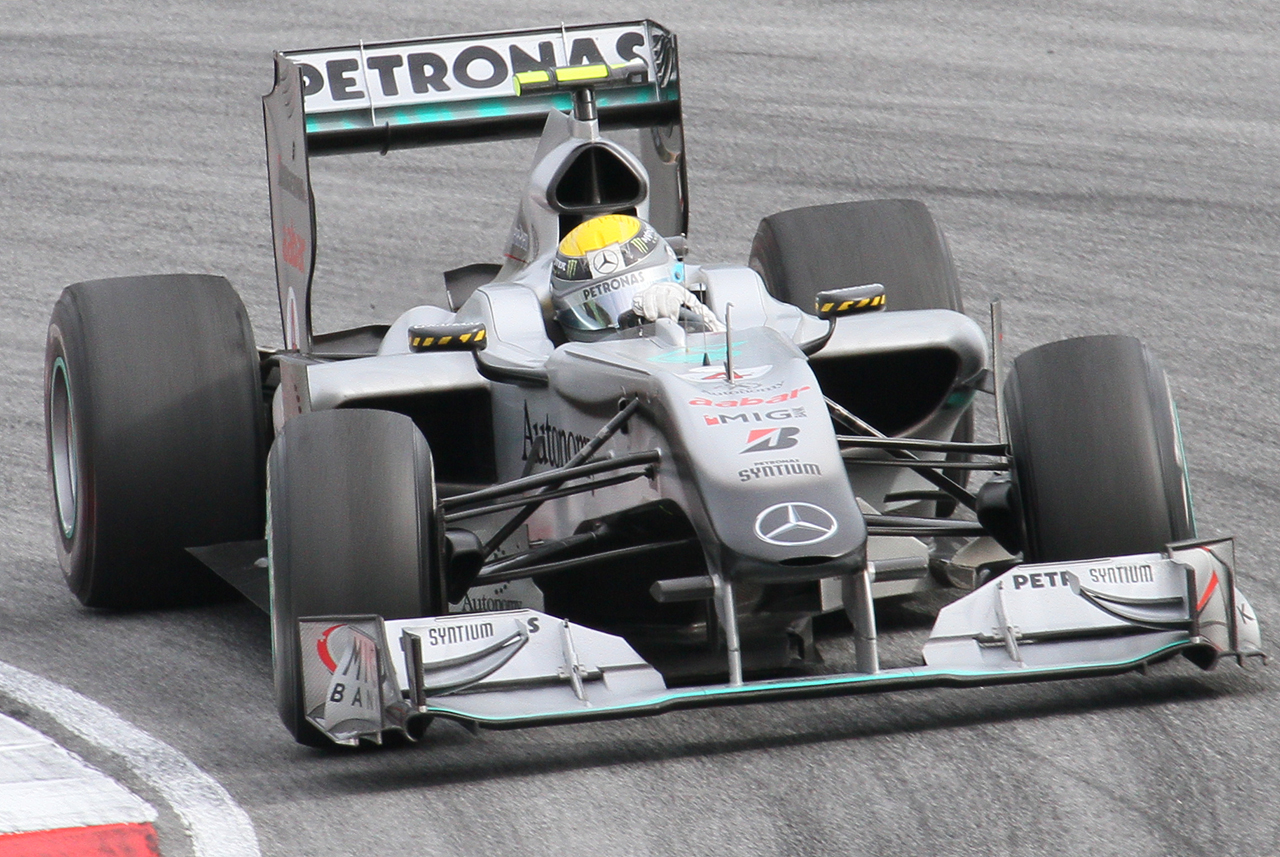
Nico Rosberg al volant d'un Mercedes al Malàisia'10

Després de molts anys sense equip propi, Mercedes torna a la competició amb la compra el 2010 de l'equip Brawn GP que antigament havia estat Honda (2006-2008), BAR (1999-2005) i Tyrrell (1970-1998).
L'any 2010 els pilots de l'equip van ser Nico Rosberg i Michael Schumacher. El retorn de Michael Schumacher, guanyador en 7 ocasions del campionat de pilots i retirat de la competició el 2006 va generar una gran expectació. Finalment Mercedes GP acaba el campionat en quarta posició de la classificació per escuderies amb 214 punts.

### 2011
L'equip segueix incapaç de seguir el ritme de Red Bull, Mclaren i Ferrari. Finalment aconsegueixen a Turquia el millor resultat de la temporada amb un tercer lloc de Nico Rosberg.

### 2012
L'equip presenta un innovador sistema de doble DRS i Nico Rosberg aconsegueix el triomf a la Xina, la primera victòria de Mercedes des del seu retorn a la competició. L'equip lluita per les places de podi durant la major part de la temporada.

### 2013
Lewis Hamilton s'uneix a l'equip en substitució de Michael Schumacher. El monoplaça es mostra molt ràpid en pista però en la primera part del campionat té molts problemes amb la conservació dels pneumàtics. Aconsegueix els triomfs a Mònaco (Rosberg), Gran Bretanya (Rosberg) i Hongria (Hamilton). No són capaços d'atrapar a Red Bull, però Mercedes aconsegueix acabar la temporada segon a la general.

### 2014

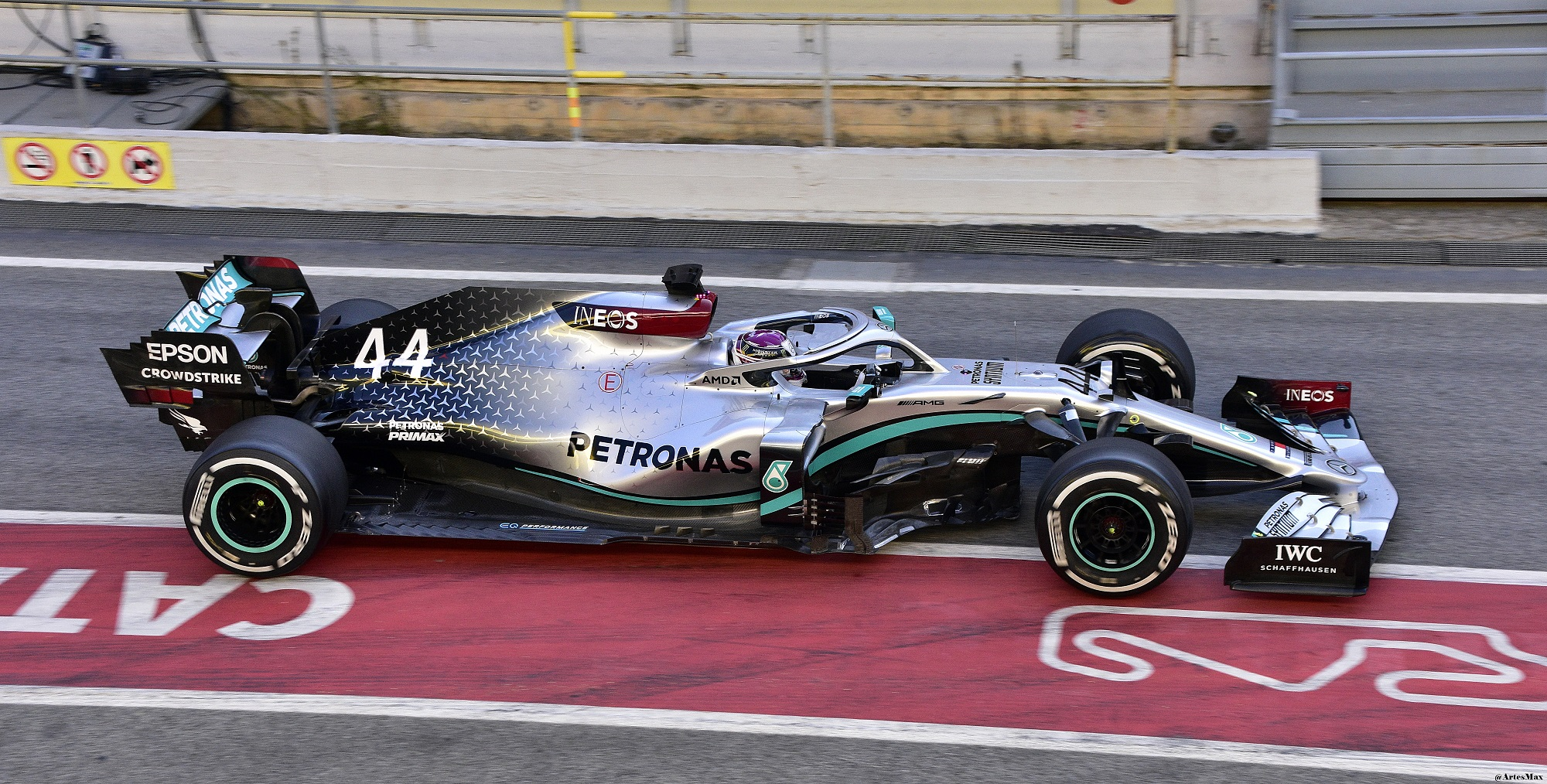
Lewis Hamilton als tests en Montmeló (2020).

Les Fletxes de Plata dominen la primera temporada de l'era de motor híbrid, amb un rècord de 16 victòries de 19 carreres i 11 doblets. Lewis Hamilton assegura el títol mundial amb tres carreres per disputar. És el primer títol per l'escuderia des de 1955 amb Juan Manuel Fangio.

## Resultats
| 1954                                                  | Daimler-Benz AG                  | W196                  | Mercedes M196 2.5 L8                 | C |          | N/D     | Juan Manuel Fangio Hans Herrmann Karl Kling Hermann Lang                            | N/D     | N/D     |
| 1955                                                  | Daimler-Benz AG                  | W196                  | Mercedes M196 2.5 L8                 | C |          | N/D     | Juan Manuel Fangio Hans Herrmann Karl Kling Stirling Moss André Simon Piero Taruffi | N/D     | N/D     |
| 1956 – 2009: Mercedes no competeix com a constructor. |                                  |                       |                                      |   |          |         |                                                                                     |         |         |
| 2010                                                  | Mercedes GP Petronas F1 Team     | MGP W01               | Mercedes FO 108X 2.4 V8              | B | Petronas | 3. 4.   | Michael Schumacher Nico Rosberg                                                     | 214     | 4       |
| 2011                                                  | Mercedes GP Petronas F1 Team     | MGP W02               | Mercedes FO 108Y 2.4 V8              | P | Petronas | 7. 8.   | Michael Schumacher Nico Rosberg                                                     | 165     | 4       |
| 2012                                                  | Mercedes AMG Petronas F1 Team    | F1 W03                | Mercedes FO 108Z 2.4 V8              | P | Petronas | 7. 8.   | Michael Schumacher Nico Rosberg                                                     | 142     | 5       |
| 2013                                                  | Mercedes AMG Petronas F1 Team    | F1 W04                | Mercedes FO 108F 2.4 V8              | P | Petronas | 9. 10.  | Nico Rosberg Lewis Hamilton                                                         | 360     | 2       |
| 2014                                                  | Mercedes AMG Petronas F1 Team    | F1 W05 Hybrid         | Mercedes PU106A Hybrid 1.6 V6 t      | P | Petronas | 6. 44.  | Nico Rosberg Lewis Hamilton                                                         | 701     | 1       |
| 2015                                                  | Mercedes AMG Petronas F1 Team    | F1 W06 Hybrid         | Mercedes PU106B Hybrid 1.6 V6 t      | P | Petronas | 6. 44.  | Nico Rosberg Lewis Hamilton                                                         | 703     | 1       |
| 2016                                                  | Mercedes AMG Petronas F1 Team    | F1 W07 Hybrid         | Mercedes PU106C Hybrid 1.6 V6 t      | P | Petronas | 6. 44.  | Nico Rosberg Lewis Hamilton                                                         | 765     | 1       |
| 2017                                                  | Mercedes-AMG Petronas Motorsport | F1 W08 EQ Power+      | Mercedes M08 EQ Power+ 1.6 V6 t      | P | Petronas | 44. 77. | Lewis Hamilton Valtteri Bottas                                                      | 668     | 1       |
| 2018                                                  | Mercedes-AMG Petronas Motorsport | F1 W09 EQ Power+      | Mercedes M09 EQ Power+ 1.6 V6 t      | P | Petronas | 44. 77. | Lewis Hamilton Valtteri Bottas                                                      | 655     | 1       |
| 2019                                                  | Mercedes-AMG Petronas Motorsport | F1 W10 EQ Power+      | Mercedes M10 EQ Power+ 1.6 V6 t      | P | Petronas | 44. 77. | Lewis Hamilton Valtteri Bottas                                                      | 739     | 1       |
| 2020                                                  | Mercedes-AMG Petronas F1 Team    | F1 W11 EQ Performance | Mercedes M11 EQ Performance 1.6 V6 t | P | Petronas | 44. 77. | Lewis Hamilton Valtteri Bottas                                                      | 573     | 1       |
| 2021                                                  | Mercedes-AMG Petronas F1 Team    | F1 W12 EQ Performance | Mercedes M12 E Performance 1.6 V6 t  | P | Petronas | 44. 77. | Lewis Hamilton Valtteri Bottas                                                      | 613.5   | 1       |
| 2022                                                  | Mercedes-AMG Petronas F1 Team    | F1 W13 EQ Performance | Mercedes M13 E Performance 1.6 V6 t  | P | Petronas | 44. 63. | Lewis Hamilton George Russell                                                       | En curs | En curs |
| Font:                                                 |                                  |                       |                                      |   |          |         |                                                                                     |         |         |

### Pilots campions
Tres pilots han guanyat nou campionats de pilots amb Mercedes.
- Juan Manuel Fangio (1954), (1955)
- Lewis Hamilton (2014), (2015), (2017), (2018), (2019), (2020)
- Nico Rosberg (2016)